# Taylor Momsen
Taylor Michel Momsen (St. Louis, 26 de julho de 1993), é uma ex-atriz, cantora, compositora, guitarrista e modelo americana. É fundadora e vocalista da banda de metal alternativo The Pretty Reckless. Como atriz, fez personagens notáveis em seriados na TV como Jenny Humphrey na série Gossip Girl, além de sua participação nos filmes O Grinch, Fomos Heróis, Pequenos Espiões 2: A Ilha dos Sonhos, Paranoid Park, de Gus Van Sant e Vira-Lata.
Em 2009, Taylor Momsen estreou como vocalista em sua banda, The Pretty Reckless, tempos depois estreou o seu primeiro álbum Light Me Up, que foi lançado em agosto de 2010 no Reino Unido. O álbum gerou três singles de sucesso moderado e seu mais notável, "Make Me Wanna Die", liderou no UK Rock Chart após o lançamento. O segundo álbum de estúdio Going to Hell foi lançado em março de 2014. O single Heaven Knows liderou na Billboard por três semanas consecutivas.

## Biografia
Taylor Momsen nasceu em 26 de julho de 1993, em St. Louis, Missouri. Seus pais são Michael e Collette Momsen e ela tem uma irmã mais nova, Sloane Momsen, que também é ex-atriz. Ela tem ascendência russa, e foi criada na igreja Católica Romana. Ela estudou dança e artes marciais no Center of Creative Arts em St. Louis, e estudou o primário na Our Lady of Lourdes Catholic Grade School e mais tarde cursou o ensino médio no Herbert Hoover Middle School, em Potomac, Maryland, se formou em 2008 na Professional Performing Arts High School em Nova Iorque. Momsen passou a maior parte de sua vida em Nova Iorque e aos treze anos, ela se mudou para Manhattan. Aos dois anos de idade, Momsen assinou com uma agência de modelos Ford Models e, um ano depois, ela começou a atuar profissionalmente.
Taylor Momsen disse:
| “ | "Meus pais me inscreveram na Ford Models com dois anos de idade. Com dois anos tinha que trabalhar, mas eu não tinha escolha. Minha vida inteira, eu estava dentro e fora da escola. Eu não tinha amigos. Eu estava trabalhando constantemente e eu não tenho uma vida real." | ” |

## Carreira

### 1999–2008: Início como atriz e fim no ramo de atuação
Ela começou a atuar profissionalmente aos três anos de idade, em um comercial para a marca "Shake 'n Bake". Em 1998 participou de um episódio do seriado "Early Edition" e no ano seguinte ela teve seu primeiro papel em filme, com a personagem "Honey Bee Swan" em "O Jogo do Profeta". Em 2000, Momsen desempenhou o papel de "Cindy Lou Who" no filme "O Grinch". Em 2002, a ela foi dado o papel de Julie Moore no filme "Fomos Heróis", e fez uma participação especial em "Pequenos Espiões 2 – Ilha dos Sonhos Perdidos" e depois interpretou "Maria" no filme 'A Fábula Moderna de João e Maria" no mesmo ano Momsen participou da coletânea "School’s Out Christmas".

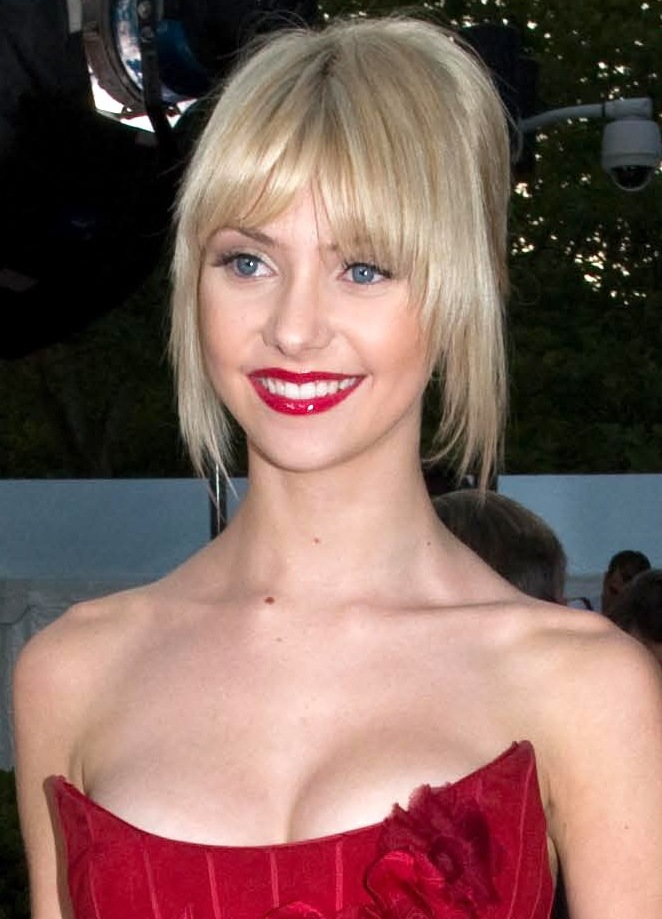
Taylor Momsen no Metropolitan Opera em 2008 no seu auge de sua carreira na época, como atriz.

A carreira de Momsen chegou a um impasse há mais de três anos, até que ela recebeu um papel de liderança nas Equívocos série WB, que nunca foi ao ar. Também nessa época, Momsen apareceu em 2006 no filme "Saving Shiloh". Ela também fez o teste para o papel-título de Hannah Montana, e ficou entre as três primeiras finalistas, mas acabou perdendo o papel para Miley Cyrus, no mesmo ano Taylor conseguiu o papel de "Samantha Wallace" no filme Shiloh 3. Em 2007, ela estrelou o Walt Disney Pictures filme Underdog, como "Molly" e como "Jennifer" no filme Paranoid Park, dirigido por Gus Van Sant.
A partir de 2007, ela interpretou a personagem Jenny Humphrey na série de televisão "The CW" Gossip Girl, que é baseado na série de livros de Cecily von Ziegesar. Aparições de Momsen na série se tornou cada vez mais esporádica, e até o final da primeira metade da quarta temporada, ela só apareceu em quatro episódios. Em seguida, foi anunciado que a atriz estaria programado para um hiato indefinido, que culminou em sua saída da série como um membro do elenco regular, após a conclusão da quarta temporada em 2011. Mais tarde nesse ano, em 16 de agosto de 2011, Momsen disse à revista Elle que ela tinha parado de atuar para se concentrar em sua carreira musical.
No entanto, em 16 de outubro de 2012, foi relatado que Momsen e Connor Paolo, cujo papel recorrente como meio-irmão de Momsen também foi significativamente reduzida após a quarta temporada, estaria retornando para Gossip Girl para o episódio final da sexta e última temporada.
Em junho de 2008, com a idade de quatorze anos, Momsen assina contrato com a IMG Models, ela apareceu na capa da "Page Six Magazine" quando tinha 15 anos de idade em 2009. Momsen ja foi o rosto da British cadeia de moda New Look na coleção primavera verão de 2010. Depois de semanas de especulação de quem era o rosto de 2010 moda linha "Material Girl", de Madonna, Momsen foi anunciada em 15 de julho de 2010. Uma semana mais tarde, também foi modelo para a nova fragrância feminina de John Galliano, que foi lançado em Outono de 2010. Momsen também é o rosto da linha de bolsas Samantha Thavasa. Ela fez photoshoot múltipla, eventos de imprensa e publicidade.
No ano 2010 em fevereiro Momsen aparece na capa da "Seventeen" no mesmo ano em outubro Momsen aparece usando um par de sapatos de salto alto com plataforma, mostrando suas coxas altas com meias, e tinha um coldre amarrado em torno de sua perna para a revista "Revolver", dois meses depois, ela foi capa da revista francesa "Rock One´s". Momsen apareceu na capa da edição de março em 2012 para a "FHM", classificando Momsen em #29 em sua edição em 2012 no Hot 100. Ela também saiu na "Maxim" na estreia da edição novembro 2013. Momsen também é modelo das maiores agências de moda do mundo desde junho de 2013 com "Next Model Management", a agência de alto perfil. Apesar do grande sucesso na pele de Jenny Humphrey em “Gossip Girl”, Taylor tomou uma decisão radical: vai deixar a carreira de atriz. Em entrevista à revista "Elle," atriz e cantora disse que deixaria as gravações do seriado norte-americano Gossip Girl.
| “ | "Eu desisti de atuar. Desisti de Gossip Girl e agora estou em turnê com a minha banda. E é basicamente isso que eu quero fazer. Espero que essa seja a única coisa que eu farei pelo resto da minha vida". | ” |

### 2009–presente:The Pretty Reckless

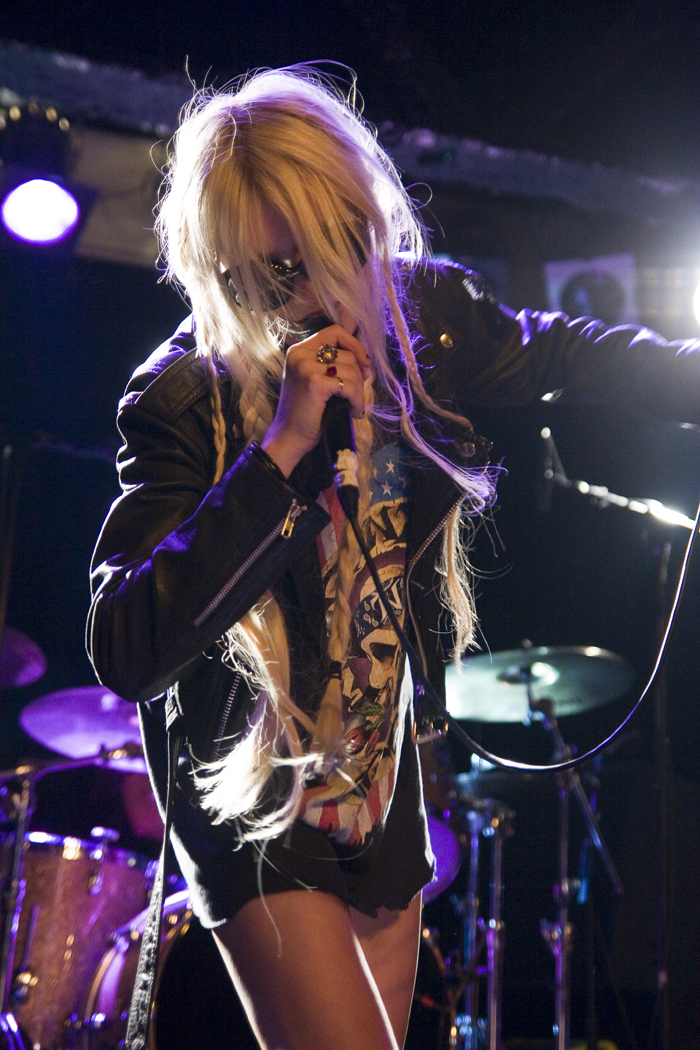
Momsen tocando em 2011.

Momsen gravou a canção "Christmas, Why Can't I Find You?" para a trilha sonora de How the Grinch Stole Christmas. Em 2002, ela gravou a música "One Small Voice" e "Rudolph The Red-Nosed Reindeer" para o compilation album School's Out! Christmas.
Em março de 2009 Momsen declarou em uma entrevista à revista OK! Magazine que sua banda The Pretty Reckless tinha em seguida, assinou recentemente um contrato com a Interscope Records. Ela co-escreveu as músicas com o guitarrista Ben Phillips, além de liderar os vocais, Momsen também toca guitarra. Ela estreou sua primeira turnê com sua banda de abertura The Veronicas na "turnê Revenge is Sweeter Tour" na primavera de 2009.
O álbum de estreia intitulado Light Me Up foi lançado em 30 de agosto de 2010, no Reino Unido, onde se estreou no número seis, bem como no número 18 na Irlanda. O primeiro single "Make Me Wanna Die", foi lançado em 30 de maio de 2010, onde alcançou a posição número 16, enquanto o segundo single "Miss Nothing", que foi lançado em 23 de agosto de 2010 chegou ao número 39. O terceiro single lançado foi "Just Tonight". Heidi Montag gravou "Blackout", uma canção escrita por Momsen. De acordo com Momsen, ela escreveu a música quando tinha 8 anos de idade e gravou-a como uma demo com um produtor. Montag lançou a música como uma digital só single, com o vídeo da música que está sendo dirigido por seu marido Spencer Pratt. Momsen comentou sobre a gravação.
| “ | "A música é o lugar onde eu posso ser eu", dizendo que "Atuar é fácil. Que eu venho fazendo isso há tanto tempo e eu totalmente adoro isso. Mas você está interpretando um personagem ao invés de si mesmo. A música é mais pessoal, porque você está escrevendo e você está envolvido em cada passo dela." | ” |

| “ | Eu sou assim, tudo bem, cara, você está cantando palavras de uma menina de 8 anos de idade, mas isso é legal. É tão engraçado porque eu não comprar nem nada e eu recebi um telefonema dizendo, 'Você escreveu uma canção para Heidi Montag? E eu fiquei tipo, 'O quê? | ” |

A faixa foi incluída no álbum de estreia estúdio de Montag superficial. Em 27 de julho de 2011, Taylor Momsen anunciou via Twitter que a banda seria o ato de apoio a Evanescence durante o outono de 2011. Ao longo de 2012, Momsen e sua banda fez uma turnê na América do Norte;. Segunda turnê, intitulada de Medicina Tour , começou em março de 2012 e que culminou com o apoio de datas para 2012 world tour Hey Cruel World Marilyn Manson ... Tour. Momsen também apareceu como vocalista convidado na primeira faixa do álbum de 2012 do Ministério ex membro do Paul Barker Fix This.
Em 11 de dezembro de 2012, foi lançado pela banda The Pretty Reckless 'quarto single "Kill Me". A faixa foi a última música a ser apresentado no final da série  Gossip Girl. Em junho de 2013, a banda lançou um teaser de seu próximo álbum, Going to Hell, em seu canal oficial no YouTube. Em 18 de março de 2014, a banda lançou seu segundo álbum de estúdio, Going to Hell, que foi precedido por singles, Follow Me Down, Burn, Going to Hell e Heaven Knows.

### Outras participações
Momsen recentemente cantou junto com Marilyn Manson no festival Revolver Golden Gods Awards. Participou da música "Victory" com Paul Barker, ex-Ministry. A música faz parte do álbum "Fix This!!!", trilha sonora do documentário "FIX - The Ministry Movie", sobre a antiga banda do músico e também abriu alguns shows da banda Evanescence.
Também ganhou boas críticas por sua apresentação no Festival de Lollapalooza.

## Filmografia
| Ano  | Título                                         | Personagem       | Notas                                                          |
| ---- | ---------------------------------------------- | ---------------- | -------------------------------------------------------------- |
| 1999 | The Prophet's Game                             | Honey Bee Swan   |                                                                |
| 2000 | O Grinch                                       | Cindy Lou Who    | co-protagonista                                                |
| 2002 | Fomos Heróis                                   | Julie Moore      |                                                                |
| 2002 | Pequenos Espiões 2: A Ilha dos Sonhos Perdidos | Alexandra        |                                                                |
| 2002 | Hansel & Gretel                                | Gretel           | co-protagonista                                                |
| 2006 | Saving Shiloh                                  | Samantha Wallace |                                                                |
| 2007 | Paranoid Park                                  | Jennifer         |                                                                |
| 2007 | Vira-Lata                                      | Molly            | co-protagonista                                                |
| 2007 | Gossip Girl                                    | Jenny Humphrey   | protagonista (1ª - 4ª temporada) - participação (6ª temporada) |
| 2008 | Spy School                                     | Madison Kramer   |                                                                |

## Prêmios e indicações
| Ano  | Prêmio             | Categoria                 | Trabalho    | Resultado |
| ---- | ------------------ | ------------------------- | ----------- | --------- |
| 2008 | Teen Choice Awards | Atriz Revelação           | Gossip Girl | Indicado  |
| 2010 | Elle Style Awards  | Ícone Fashion em Destaque | Ela mesma   | Venceu    |